# Witold Rudziński
Witold Rudzińsky, né le 14 mars 1913 à Sebej en Russie – mort le 29 février 2004 à Varsovie, est un compositeur, chef d'orchestre et auteur polonais.